# Erlenwälder bei Gut Hovesaat
Erlenwälder bei Gut Hovesaat este o arie protejată (arie specială de conservare — SAC, sit de importanță comunitară — SCI) din Germania întinsă pe o suprafață de 7,79 ha, integral pe uscat.

## Localizare
Centrul sitului Erlenwälder bei Gut Hovesaat este situat la coordonatele 51°40′05″N 6°12′23″E / 51.6681°N 6.2064°E.

## Înființare
Situl Erlenwälder bei Gut Hovesaat a fost declarat sit de importanță comunitară în ianuarie 2006 pentru a proteja 1 specie de animale. Situl a fost protejat și ca arie specială de conservare în noiembrie 2007.

## Biodiversitate
Situată în ecoregiunea atlantică, aria protejată conține 1 habitat natural: Păduri aluvionare cu Alnus glutinosa și Fraxinus excelsior (Alno-Padion, Alnion incanae, Salicion albae).
La baza desemnării sitului se află o specie protejată de  nevertebrate: Vertigo moulinsiana.